# Crytea pumilio
Crytea pumilio är en stekelart som först beskrevs av Heinrich 1938.  Crytea pumilio ingår i släktet Crytea och familjen brokparasitsteklar. Inga underarter finns listade i Catalogue of Life.